# Ołeh Żukow
Ołeh Iwanowycz Żukow, ukr. Олег Іванович Жуков, ros. Олег Иванович Жуков, Oleg Iwanowicz Żukow (ur. 14 września 1920 w Juzowce, Ukraińska SRR, zm. 9 kwietnia 2010 w Doniecku) – ukraiński piłkarz, grający na pozycji napastnika, trener piłkarski.

## Kariera piłkarska

### Kariera klubowa
Wychowanek klubu Łokomotyw Stalino, barwy której bronił w 1937 roku. Po wyzwoleniu Doniecka od niemieckiej okupacji w 1943 został zaproszony do głównej donieckiej drużyny Stachanowiec Stalino, w składzie której w 1945 roku rozpoczął karierę piłkarską. W następnym roku przeszedł do Dynama Kijów. Po trzech sezonach w 1949 powrócił do donieckiego zespołu, który w międzyczasie zmienił nazwę na Szachtar Stalino. W 1951 roku zakończył karierę piłkarską.

## Kariera trenerska
Po zakończeniu kariery zawodniczej rozpoczął pracę szkoleniową. Najpierw pracował w sztabie szkoleniowym Szachtar Stalino (od 1958 do czerwca 1960), potem prowadził Awanhard Żdanow, Silmasz Charków oraz Szachtar Kadijewka. W 1963 został zaproszony na stanowisko głównego trenera dopiero utworzonego klubu Karpaty Lwów będąc pierwszym trenerem w jego historii. Przez wiele lat był szefem Okręgowej Piłki Nożnej Towarzystwa Sportowego "Awanhard", pracował także jako inspektor meczów piłki nożnej pod egidą Federacji Futbolu obwodu donieckiego. Przeżył wylew, po czym został hospitalizowany. Zmarł w szpitalu 9 kwietnia 2010 roku.

## Sukcesy i odznaczenia

### Sukcesy klubowe
- brązowy medalista Mistrzostw ZSRR: 1951

### Odznaczenia
- tytuł Mistrza Sportu ZSRR: 1959
- Odznaczenie klubowe ”Za zasługi przed klubem” klasy II od Szachtara Donieck: 2006[5]